# Louis Schmeisser
Louis Schmeisser (ur. 5 lutego 1848 w Zöllnitz, zm. 23 marca 1917) – jeden z najbardziej znanych projektantów technicznych broni Europy.
Jest on związany z rozwojem i produkcją broni maszynowej Bergmanna używanej podczas I wojny światowej. Ponadto zaprojektował pistolet Dreyse M1907, który był używany w obu wojnach światowych.
Ojciec Hugo Schmeissera (1884-1953), który również był projektantem broni strzeleckiej, w tym karabinka StG44.